# Skansen Maszyn Parowych w Tarnowskich Górach
Skansen Maszyn Parowych w Tarnowskich Górach – część Zabytkowej Kopalni Srebra, zlokalizowana w Tarnowskich Górach przy ul. Szczęść Boże 81 za budynkiem nadszybia szybu „Anioł”. Obejmuje 25 eksponatów nawiązujących do historii tarnogórskiego górnictwa, którego decydującym elementem dynamicznego rozwoju od końca XVIII było wprowadzenie nowoczesnej – jak na owe czasy – techniki parowej.
Skansen został otwarty w 1976 roku wraz z oddaniem do użytku Zabytkowej Kopalni Srebra (wówczas: Zabytkowej Kopalni Rud Srebronośnych) – jednego z fragmentów wyrobisk podziemnych Królewskiej Kopalni Fryderyk (niem. Königliche Friedrichsgrube) obejmujących korytarze, chodniki i sztolnie odwadniające, których łączna długość wynosi ponad 150 km.
W 2014 roku eksponaty zostały odrestaurowane, zaś rok później, podczas Industriady, otwarto dla turystów małą kolejkę skansenową o rozstawie szyn 184 mm (tzw. kolej lilipucia), której trasa liczy ok. 500 metrów.

## Eksponaty
| Lp. | Zdjęcie | Obiekt                                                              | Producent | Użytkownik                                               | Rok budowy | Uwagi                                                              |
| --- | ------- | ------------------------------------------------------------------- | --- | -------------------------------------------------------- | ---------- | ------------------------------------------------------------------ |
| 01. |         | Zespół prądotwórczy parowy                                          | Siemens- Schuckert, Främbs & Freudenberg, Maschinen – Anstalt, Eisengiesserei & Kesselschmiede, Schweidnitz I/Schl | Wytwórnia Chemiczna w Krupskim Młynie k/ Tarnowskich Gór | 1934       |                                                                    |
| 02. |         | Maszyna parowa napędzająca ekshaustor (wentylator ssący) w koksowni | Donnersmarck Hütte – Zabrze                                                                                        | Koksownia “Concordia” w Zabrzu                           | 1900       |                                                                    |
| 03. |         | Maszyna parowa tłokowa próżniowa z kołem zamachowym                 | Maschinen – U. Armatur Fabrik Vorm. Klein, Schauzlin & Becker Frankenthal, Pfalz.                                  | Zakłady wodociągowe “Staszic” w Reptach Śląskich         | 1903       |                                                                    |
| 04. |         | Maszyna wyciągowa parowa typ – bębnowy                              | L. Fischbach | KWK “Śląsk” – Rejon II “Matylda”, Szyb “Maria”           | 1887       |                                                                    |
| 05. |         | Maszyna wyciągowa parowa typ – Köppe                                | Maschinengeselschaft, Bayenthot – Köln                                                                             | KWK “Śląsk” – Rejon II “Matylda”, Szyb “Józef”           | 1883       |                                                                    |
| 06. |         | Maszyna parowa wyciągowa typ – Köppe K-7000                         | Gutehoffnungshütte Sterkrade                                                                                       | Kopalnia „Zabrze – Bielszowice” – Ruch Pole Poręba       | 1907       | Zmodernizowana w zakładzie Donnesmarckhütte Hindenburg w roku 1925 |
| 07. |         | Silnik parowy tłokowy                                               | Polskie Fabryki Maszyn i Wagonów, L. Zieleniewski S.A., Kraków – Lwów – Sanok                                      | Zakłady Wodociągowe “Staszic” w Reptach Śląskich         | 1926       |                                                                    |
| 08. |         | Pompa odwadniająca wirnikowa pionowa                                | C.H. Jaeger & Co. Leipzig – Plagwitz                                                                               | ZGH “Orzeł Biały” w Piekarach Śląskich                   | 1926       |                                                                    |
| 09. |         | Pompa tłokowa typ – LK 5, 3/4" x 10/40 SCZU                         | Maschinen U. Bohrgerätefabrik, A. Wirth & Co. Erkelenz                                                             | PKGZ “Sanok” – Kopalnia Strachocina                      | 1951       |                                                                    |
| 10. |         | Pompa parowa przyścienna                                            | Schwade & Co. Erfurt, Dendsche “Automat”, Dampfpumpenfabrik                                                        | Zakłady wodociągowe “Staszic” w Reptach Śląskich         | 1903       |                                                                    |
| 11. |         | Pompa parowa tłokowa typ Worthington                                | | P.K.G.Z. Sanok                                           | 1952       |                                                                    |
| 12. |         | Dłutownica typ – PMZ 92                                             | Maschinen Fabrik F. Reitbauer, KUK Hoflieferant, Wien II. Am Tabor 11                                              | PKGZ “Sanok” – Warsztat Grabownica                       | 1914       |                                                                    |
| 13. |         | Kocioł parowy lokomobilny typ Ln-2                                  | Akcyjna Fabryka Wagonów w Sanoku                                                                                   | PKGZ “Sanok” – Warsztat Główny                           | 1910       |                                                                    |
| 14. |         | Kocioł parowy stojący systemu Lachapella                            | Fabryka Kotłów Makarewicz w Warszawie                                                                              | Stacja Wodna Herby Nowe                                  | 1926       |                                                                    |
| 15. |         | Kocioł parowy (walczak) jednopłomieniowy                            | | PKGZ “Sanok”                                             | 1910       |                                                                    |
| 16. |         | Parowóz normalnotorowy typ – TKh 12                                 | Lokomotiv Fabrik Krauss Comp. Linz                                                                                 | Huta “Świerczewskiego” – Zawadzkie                       | 1910       |                                                                    |
| 17. |         | Parowóz wąskotorowy typ – Tyb 4                                     | Henschel & Sohn, Kassel                                                                                            | Lokomotywownia Wąskotorowa Mława                         | 1906       |                                                                    |
| 18. |         | Parowóz normalnotorowy bezpaleniskowy typ – TKBB                    | Borsig Lokomotiv-Werke GmbH, Berlin – Tegel                                                                        | Elektrociepłownia Wrocław                                | 1917       |                                                                    |
| 19. |         | Parowóz wąskotorowy typ – T49 Ryś                                   | Pierwsza Fabryka Lokomotyw w Polsce „Fablok” S. A. w Chrzanowie                                                    | Huta “Zygmunt” w Bytomiu – Łagiewnikach                  | 1947       |                                                                    |
| 20. |         | Parowóz wąskotorowy z tendrem typ – Px4                             | Podolska Wytwórnia Parowozów im. Ordżonikidze                                                                      | PKP Lublin, Parowozownia Karczmiska                      | 1936       |                                                                    |
| 21. |         | Parowóz wąskotorowy typ – LAS 49                                    | Fabryka Lokomotyw im. Feliksa Dzierżyńskiego w Chrzanowie                                                          | Koleje Dojazdowe Bytom                                   | 1953       |                                                                    |
| 22. |         | Parowóz wąskotorowy typ – T49 Ryś                                   | Pierwsza Fabryka Lokomotyw w Polsce „Fablok” S. A. w Chrzanowie                                                    | Dyrekcja Okręgowa Kolei Państwowych Poznań               | 1950       |                                                                    |
| 23. |         | Wagon-cysterna                                                      | | Koleje Dojazdowe Bytom                                   | 1884       |                                                                    |
| 24. |         | Kolejowy samobieżny żuraw parowy                                    | Usines Emile Duray, Belgia                                                                                         | Huta „Baildon” w Katowicach                              | 1940       |                                                                    |
| 25. |         | Walec drogowy parowy                                                | Towarzystwo Akcyjne H. Cegielskiego                                                                                | Powiatowy Zarząd Dróg Lokalnych w Oświęcimiu             | 1928       |                                                                    |

Ponadto sprężarka z terenu KWK Michał w Siemianowicach Śląskich, klatka szybowa (szola) z 1976 roku, kamienie graniczne pól okolicznych kopalni rud srebronośnych oraz koło wodne z XVII wieku napędzające młot w kuźnicy, pracujące na rzece Stole, pochodzące ze Strzybnicy.